# Спортски Комплекс Монтего Беј
Спортски Комплекс Монтего Беј (енгл. Montego Bay Sports Complex) је вишенаменски спортски стадион у области „Катерин Хол” у граду Монтего Беј, Јамајка. То је такође бивши домаћи терен за Монтего Беј јунајтед. Капацитет стадиона је око 9.000 седења.
- У априлу 2011. био је домаћин 40. издања Карифта игара.
- У јулу 2014. најављено је као место одржавања првенства Конкакаф У-20.[3]
- У октобру 2014. место одржавања је проглашено за домаћина финалне рунде Купа Кариба 2014.[4]

Јамајка је била домаћин првенства до 20 година у јануару 2015. године, а стадион Монтего Беј је био један од два стадиона која се користе за турнир. Терен је био домаћин укупно 24 утакмице, укључујући финале између Панаме и Мексика 24. јануара.